# Haopterus
Haopterus é um gênero de pterossauro pterodactyloid do Cretáceo Inferior de Liaoning, China.

## Nomeação
Em 2001 foi nomeado por Wang Xiaolin e Lü Junchang. A espécie do tipo é Haopterus gracilis. O nome do gênero homenageia o professor Hao Yichun e combina seu nome com um pterongrego latinizado, "asa". O nome específico, "slender-built" em latim,refere-se à condição dos metatarsos.[carece de fontes?]
O gênero é baseado no holotipo IVPP V11726, um fóssil esmagado encontrado em 1998 na localidade de Sihetun. A camada em que foi descoberta foi datada de argônio com 124,6 milhões de anos. Foi o primeiro fóssil de pterossauro chinês que preservou o crânio. Consiste na metade dianteira de um subadult, incluindo um crânio, mandíbulas inferiores, cinta peitoral, esterno, asas, vértebras cervicais e dorsais, pélvis parcial e metatarsos.[carece de fontes?]